# 경상북도문경교육지원청
경상북도문경교육지원청(慶尙北道聞慶敎育支援廳, Mungyeong Office of Education)은 경상북도 문경시를 관할하는 경상북도교육청 산하의 교육지원청이다.
교육장은 장학관으로 보한다.

## 산하 기관

### 초등학교
| - 가은초등학교 - 희양분교 - 농암초등학교 - 청화분교 - 당포초등학교 | - 동로초등학교 - 동성초등학교 - 모전초등학교 - 문경초등학교 - 산북초등학교 | - 산양초등학교 - 신기초등학교 - 영순초등학교 - 용흥초등학교 - 점촌북초등학교 | - 점촌중앙초등학교 - 점촌초등학교 - 호계초등학교 - 호서남초등학교 |

### 중학교
| - 가은중학교 - 동로중학교 - 마성중학교 | - 문경서중학교 - 문경여자중학교 - 문경중학교 | - 산북중학교 - 산양중학교 - 점촌중학교 |